# Merli
Merli (Merlli en aragonés ribagorzano) es un pueblo del municipio de Isábena, en la Ribagorza, provincia de Huesca (Aragón, España). Está situada a 1.250 metros de altitud en la cabecera del valle de Bacamorta, al pie de la sierra de Chordal (1.553 m), en torno a la iglesia parroquial de San Antonio de Padua que conserva el portalón románico de dovelas en arco de medio punto.
Se encuentra situado entre los río Isábena y Ésera siendo el centro de una amplia zona del partido de Benabarre, con una despoblación muy acusada. Mientras que Merli fue municipio, pertenecieron al mismo varios núcleos de población, tales como Bacamorta, Esdolomada, Espluga y Nocellas. 
En el año 1966 el municipio fue disgregado repartiéndose el término municipal añadiendo al municipio de Foradada de Toscar la parte occidental del término de Merli, con los pueblos de Bacamorta y Espluga y el caserío de Treserra mientras que Esdolomada, Merli y Nocellas se integraron junto con al término de la Puebla de Roda en el nuevo municipio de Isábena. 
Se encuentra en la zona de hablas de transición entre el catalán y el aragonés; el catalán ribagorzano predomina en Esdolomada y, en menor grado, en Merli y Nocellas; en Espluga y en Bacamorta los rasgos aragoneses son mayoritarios.

## Geografía humana

### Demografía
| Gráfica de evolución demográfica de Merli entre 1842 y 1960 |
| |
| Población de derecho según los censos de población del INE Población de hecho según los censos de población del INEEntre el censo de 1857 y el anterior, crece el término del municipio porque incorpora a 225032 (Bacamorta), 225099 (Esdolomar), 225102 (Espluga) y 225179 (Nocellas) Entre el censo de 1970 y el anterior, este municipio desaparece porque se integra por partes en los municipios de 22111 (Foradada de Toscar) y 22129 (Isábena) |

## Patrimonio
- Iglesia de San Antonio (Merli)[6]
- Iglesia de la Natividad de Nuestra Señora (Merli)[7]
- Casa Coma B.I.C.[8]
- Casa Turmo B.I.C.[9]
- Crucero de la plaza de Merli B.I.C.[10]
- Crucero a la entrada de Merli B.I.C.[11]
- Menhir de Merli: Roca alargada cuya altura visible alcanza los 6 metros y de una antigüedad de 5000 años.[12]

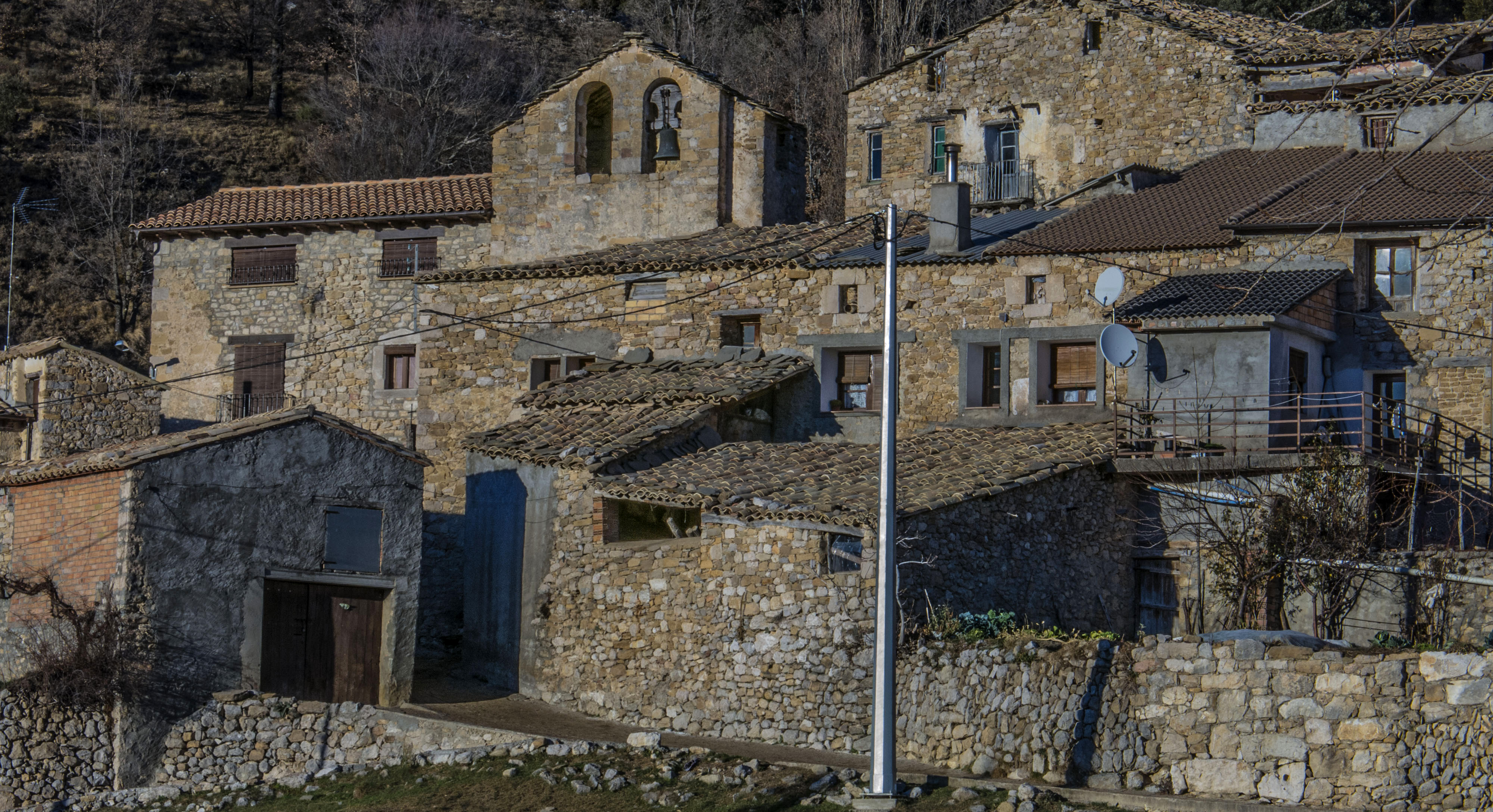
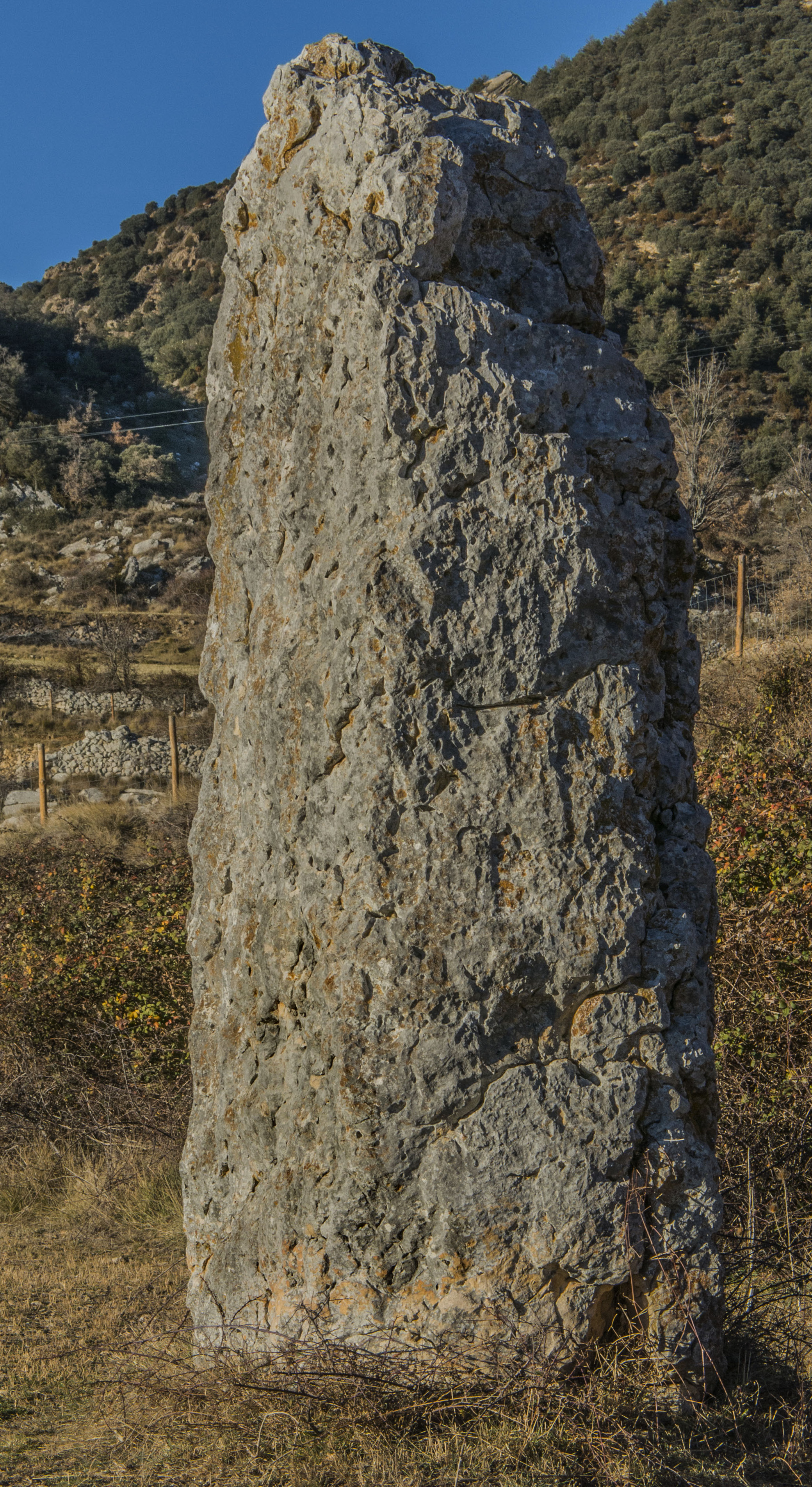
Menhir

## Rutas
Las siguientes rutas de senderismo pasan por la localidad:
- PR-HU 48 : finaliza aquí su trayecto.